# Verwaltungsgemeinschaft Lindenberg/Eichsfeld
In der Verwaltungsgemeinschaft Lindenberg/Eichsfeld aus dem thüringischen Landkreis Eichsfeld haben sich sieben Untereichsfelder Gemeinden zur Erledigung ihrer Verwaltungsgeschäfte zusammengeschlossen. Die Verwaltungsgemeinschaft wurde nach dem 286 m hohen Lindenberg und dem Eichsfeld benannt.
Sitz der Verwaltungsgemeinschaft ist Teistungen.

## Geographische Lage

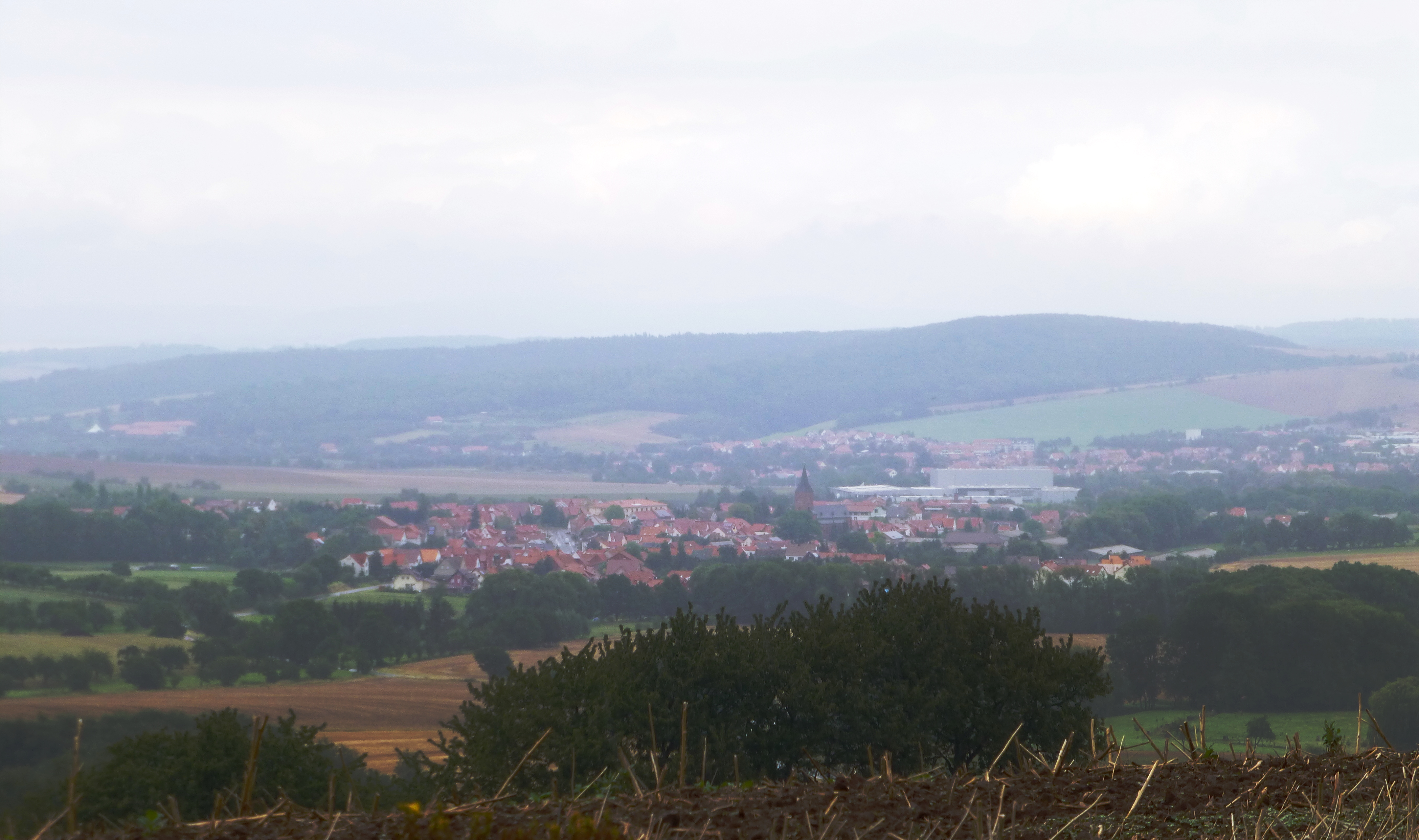
Blick vom Rotenberg auf Berlingerode im Vordergrund und Teistungen mit dem dahinter liegenden Lindenberg

Die Verwaltungsgemeinschaft befindet sich zwischen den Höhenzügen des Ohmgebirges (mit dem Trogberg: 503 m) im Südosten und des Zehnsberges (mit dem Rotenberg: 407 m) im Südwesten sowie der niedersächsisch-thüringischen Landesgrenze im Norden. Die Hahle mit ihren kleineren Zuflüssen (Brehme, Nisse, Eichbach) entwässern die Landschaft nach Norden hin.
Verkehrsmäßig ist die Verwaltungsgemeinschaft über die Bundesstraße 247 angeschlossen, unweit südlich verläuft die Bundesautobahn 38.

## Die Gemeinden
Nachfolgend die Gemeinden und deren Einwohnerzahl in Klammern (Stand: 31. Dezember 2024):
1. Berlingerode (1192)
2. Brehme (1078)
3. Ecklingerode (696)
4. Ferna (519)
5. Tastungen (246)
6. Teistungen (2457)
7. Wehnde (359)

## Geschichte
Die Gründung der Verwaltungsgemeinschaft erfolgte am 25. April 1991. Die Auflösung der Gemeinden Böseckendorf und Neuendorf erfolgte am 1. April 1999 mit der Eingliederung nach Teistungen. Am 15. März 2004 kam die Gemeinde Ferna aus der Verwaltungsgemeinschaft Am Ohmgebirge hinzu, nachdem sich die drei anderen Gemeinden der Verwaltungsgemeinschaft mit der Stadt Leinefelde zur neuen Stadt Leinefelde-Worbis zusammengeschlossen hatten. Hundeshagen verließ die Verwaltungsgemeinschaft am 6. Juli 2018 im Rahmen der Gebietsreform in Thüringen und wurde nach Leinefelde-Worbis eingemeindet.

### Einwohnerentwicklung
Entwicklung der Einwohnerzahl:
| - 1994 – 7755 - 1995 – 7836 - 1996 – 7833 - 1997 – 7826 - 1998 – 7846 - 1999 – 7881 | - 2000 – 7916 - 2001 – 7938 - 2002 – 7882 - 2003 – 7861 - 2004 – 8392 - 2005 – 8383 | - 2006 – 8249 - 2007 – 8219 - 2008 – 8184 - 2009 – 8151 - 2010 – 8055 - 2011 – 7901 | - 2012 – 7912 - 2013 – 7894 - 2014 – 7930 - 2015 – 7920 - 2016 – 7921 - 2017 – 7938 | - 2018 – 6809 - 2019 – 6754 - 2020 – 6724 - 2021 – 6720 - 2022 – 6685 |

 Datenquelle: ab 1994 Thüringer Landesamt für Statistik – Werte vom 31. Dezember